# アワブキ科
アワブキ科 (アワブキか、Sabiaceae) は被子植物の科のひとつで、3属50-100種ほどが含まれる。牧野 (1940) はアオカズラ（Sabia japonica）から取ってアヲカヅラ科としている。

## 形態・分布
インドから日本にかけてのアジア地域と中南米の熱帯から温帯にかけて分布しており、日本にはアワブキ属のアワブキ、ヤマビワ、ミヤマハハソ、フシノハアワブキ、ナンバンアワブキの5種と、アオカズラ属のアオカズラの計2属6種が自生する。なお、伊豆諸島にはフシノハアワブキの変種であるサクノキが分布している。
木本またはつる性木本で、草本種は知られていない。アワブキやミヤマハハソのような落葉性は稀で、多くは常緑性である。

## 分類

### APG植物分類体系
APG植物分類体系ではクレード真正双子葉植物 (Eudicots) の単型のアワブキ目 (Sabiales) を1科で作っており、2003年に改定されたAPG IIでは真正双子葉植物の中でどの目にも属しない単独の科として置かれていた。2016年に改定されたAPG IVでは、ヤマモガシ目に属することになった。

### クロンキスト体系
クロンキスト体系ではキンポウゲ目に属する。

### 新エングラー体系
新エングラー体系ではムクロジ目に置かれる。